# Havelfee
Die Havelfee ist ein Fahrgastschiff der Reederei Röding in Brandenburg an der Havel.

## Geschichte
Im Dezember 1996 gründete der in Brandenburg an der Havel ansässige Schiffsführer Alfons Röding die Reederei Röding. Er war bis 1996 überwiegend auf großen Schubverbänden tätig. Alfons Röding kaufte damals das Fahrgastschiff Stadt Wesenberg von Haveltourist Wesenberg und nannte es um in Havelfee, dem ersten Schiff mit diesem Namen in der Stadt Brandenburg. Das Schiff ist seit dem Verkauf durch die Reederei Röding 2010 von dem Brandenburger Ortsteil Plaue mit neuem Eigner als Old Havelfee temporär im Einsatz. Im Jahre 2010 hat die Reederei Röding das Fahrgastschiff Kohlhase erworben und es wieder Havelfee genannt und in Fahrt gebracht.

## Das Schiff
Das Fahrgastschiff Kohlhase, die spätere Havelfee lief 1952 vom Stapel. Benannt wurde es nach Hans Kohlhase, auch dem Namensgeber für Kohlhasenbrück, westlich der Bauwerft am Teltowkanal gelegen. Die Kohlhase war der erste vollständige Neubau der Stern und Kreisschiffahrt nach dem Zweiten Weltkrieg. Die Teltowwerft beschäftigte ihr Personal während der Intervalle zwischen anderen Bauvorhaben mit der Realisierung eines Schiffs, das als Fahrgastschiff, Schlepper, Eisbrecher und Bereisungsboot auf dem Teltowkanal eingesetzt werden konnte. Dieses Mehrzweckschiff lief 1952 vom Stapel und wurde ab dem 13. Dezember 1954 als Eisbrecher in Dienst gestellt wurde. Im Sommer 1955 wurde dieses Schiff bereits auf dem Wannsee eingesetzt.
Vom Stapel lief das Schiff mit einer Länge von 18,12 Meter, einer Breite von 4,66 Meter. Angetrieben wurde es von einem Dieselmotor mit einer Leistung von 75 PS. Zugelassen war es für den Transport von maximal 180 Fahrgästen. Im Winter 1965/1966 erfolgte ein Umbau und eine Verlängerung um sechs Meter. Zuletzt hatte die Kohlhase eine Länge von 24,22 m, eine Breite von 4,81 m und einen Tiefgang von 1,30 m. Das Fahrgastschiff verfügt über eine Leistung von 137 PS/118 kW. Das damals für 230 Personen zugelassene Schiff fuhr für die Stern- und Kreisschiffahrt und wurde im Fährbetrieb im Auftrag der BVG auf deren Linie F10 vom S-Bhf. Wannsee nach Kladow auf der Havel eingesetzt.
Die Havelfee kann nahezu alle auch kleineren Gewässer der Region befahren. Der geringe Tiefgang ermöglicht es, auch bei niedrigen Wasserständen die geplanten Routen einzuhalten. Die Reederei betreibt einen eigenen Anleger am Heinrich-Heine-Ufer in der Nähe der Jahrtausendbrücke in Brandenburg an der Havel. Angetrieben wird das Schiff von einem Dieselmotor mit 118 PS. Zugelassen ist es heute für die Beförderung von insgesamt 200 Personen. Im Salon befinden sich etwa 60 Sitzplätze und auf dem Oberdeck 70 Sitzplätze. Zur gastronomischen Versorgung der Fahrgäste stehen eine Kombüse im Vorschiff, ein Tresenbereich und ein Serviceteam zur Fahrgastbetreuung zur Verfügung.

## Rundfahrten
Mit dem Schiff werden unterschiedliche Rundfahrten mit einer Dauer von einer Stunde bis zweieinhalb Stunden durch das Stadtgebiet von Brandenburg und in die nähere Umgebung durchgeführt. Vom Anleger gehen die Fahrten unter anderem zum Domstreng, zum Kleinen und-Großen Beetzsee, den Silokanal entlang, über den Quenzsee, über den Breitlingsee und die Brandenburger Niederhavel zurück zum Anleger.

## Bilder

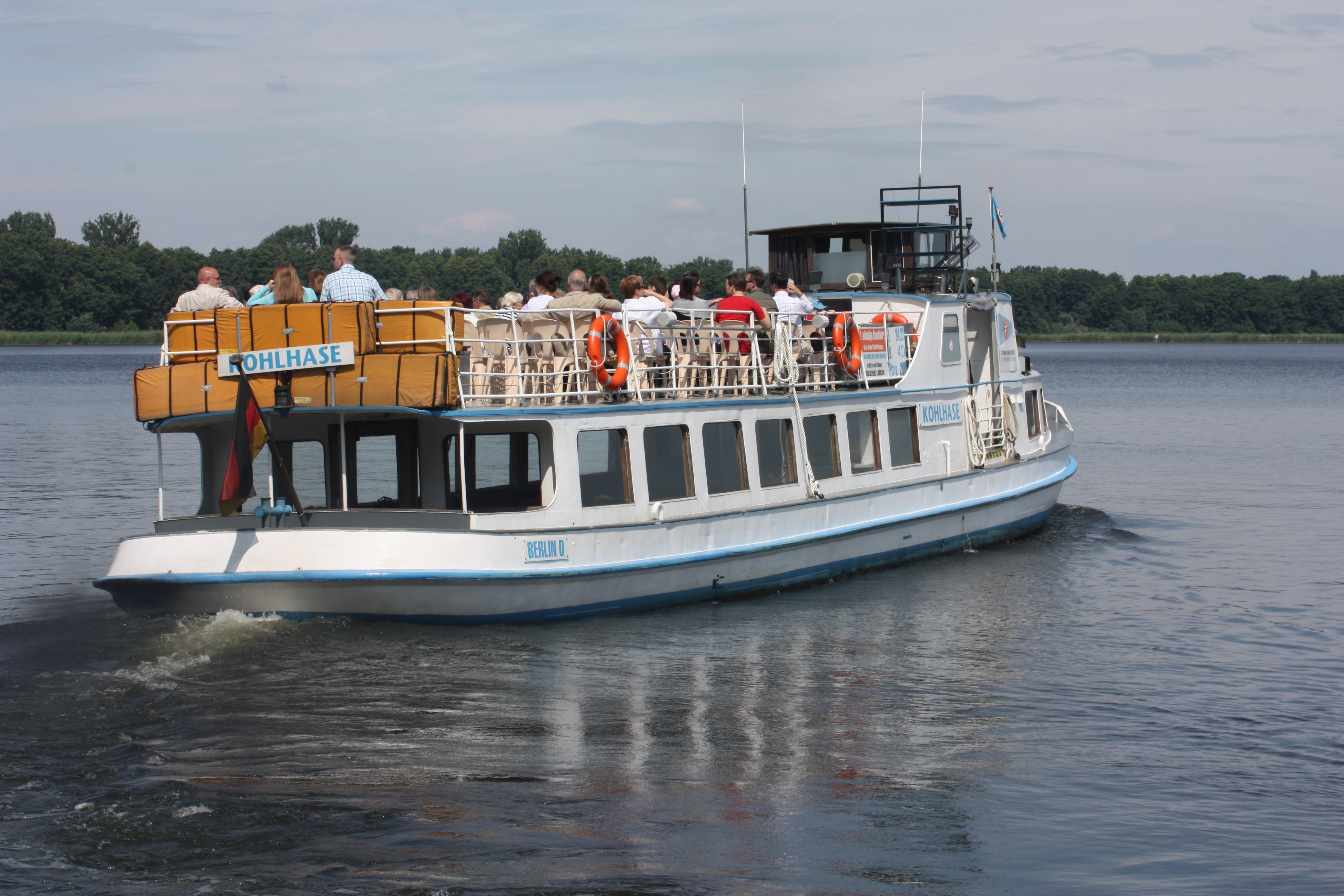
Kohlhase 2009 auf dem Müggelsee
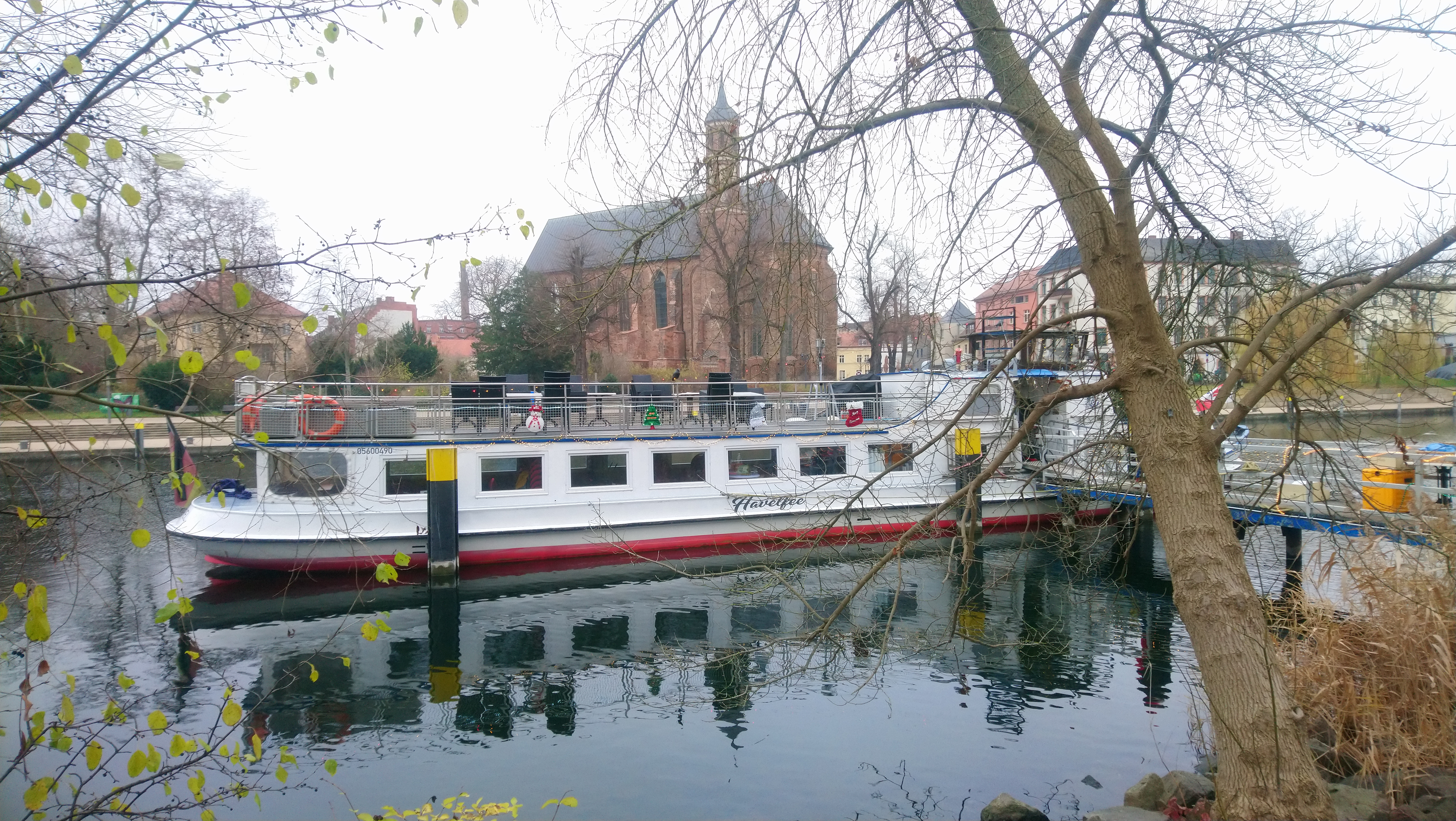
Havelfee 2020 am Anleger in Brandenburg
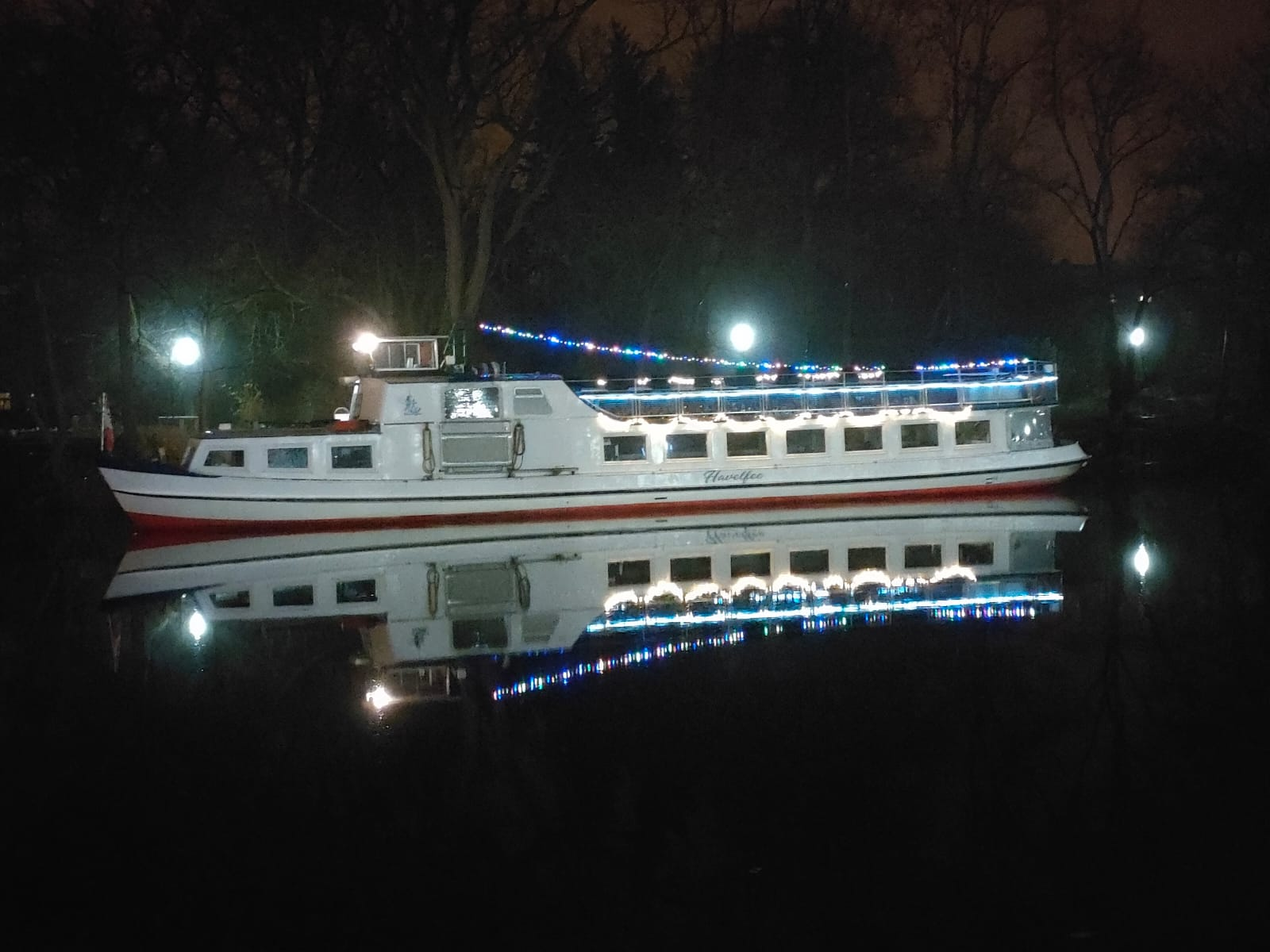
Havelfee Dezember 2021 am Anleger in Brandenburg